# 大逆転裁判
『大逆転裁判』（だいぎゃくてんさいばん）とは逆転裁判シリーズのナンバリング作品から100年前の法の黎明期19世紀末（明治時代）の法廷を描くスピンオフシリーズ。2015年から展開しており、2作品が発売されている。
主人公は成歩堂龍一の先祖である成歩堂龍ノ介。
2021年7月29日にはシリーズ2作品をまとめた『大逆転裁判1&2 -成歩堂龍ノ介の冒險と覺悟-』がNintendo Switch、PlayStation 4、Steam向けに発売された。

## 主要登場人物
成歩堂 龍ノ介（なるほどう りゅうのすけ）
声 - 下野紘
『大逆転裁判』の主人公。大日本帝国にある帝都勇盟大学の学生で、成歩堂龍一の先祖。ある大英帝国関連の事件に関わる中で「弁護士」を目指すこととなり、司法留学生として大英帝国を訪れる。最初は「はいッ！」が決め台詞だったが、成長につれて「異議あり！」も用いるようになる。
御琴羽 寿沙都（みことば すさと）
声 - 花澤香菜
『大逆転裁判』のヒロインで、凛とした大和撫子。法律の知識に長けており、「法務助士」という立場で成歩堂を支える。小説『シャーロック・ホームズの冒険』を愛読していて、同小説が連載されている「ランドストマガジン」は大英帝国から毎号取り寄せている。独自の柔術を心得ており、自分の名前を冠した技を持つ。
亜双義 一真（あそうぎ かずま）
声 - 中村悠一
帝都勇盟大学の学生で成歩堂の親友。大学生でありながら、すでに弁護士の資格を持つなど大学ではその名を知らぬ者はいない切れ者。爽やかな性格の熱血漢で、頭に巻いているトレードマークの赤いハチマキを常に靡かせている。亜双義家に代々伝わる名刀「狩魔」を常に帯びる。
シャーロック・ホームズ
声 - 川田紳司
ベーカー街221Bに住む倫敦の探偵。自らを大探偵にして名探偵と称する。鋭い推理力と観察力で、誰にも見えていない真実を導き出す。小説『シャーロック・ホームズの冒険』の影響もあり、倫敦での知名度は高い。一方で大英帝国以外での知名度は低く、「あの（小説の）シャーロック・ホームズ」と自己紹介しても「アノシャーロック・ホームズ」という名前だと誤解されている。手先が器用で、自らの発明した機械や薬品を駆使して捜査を行うこともある。大英帝国に向かう蒸気船「アラクレイ号」に乗船していた際に、船内で起きた殺人事件の容疑者となった成歩堂と出会う。
アイリス・ワトソン
声 - 久野美咲
ホームズの同居人。10歳にして医学博士号を持つ天才少女で、小説『シャーロック・ホームズの冒険』を連載しているほか、ホームズとともにさまざまな発明品を生み出す。明るく物怖じしない性格で、小説の人気ぶりから倫敦警視庁（スコットランドヤード）の刑事にも顔が利く。
バロック・バンジークス
声 - 津田健次郎
中央刑事裁判所（オールドベイリー）の“死神”と呼ばれる検事。彼が立つ法廷の被告人は無罪判決を受けても決して助からないという伝説を持つ。ワインを「神の聖杯」と呼び、法廷でもグラスを傾ける。成歩堂をはじめとする日本人に対し冷たい視線を向けている。
トバイアス・グレグソン
倫敦警視庁の刑事で、主に殺人事件の捜査を担当している。厳格で真面目な人物だが、『シャーロック・ホームズの冒険』に実名で登場しているのが自慢であり、同時に悩みの種でもある。フィッシュ&チップスが大好物。
大英帝国 裁判長（だいえいていこく さいばんちょう）
声 - 堀越富三郎
大英帝国の大法廷を取り仕切る裁判長。法の番人として公平な判断を行う。独特な髪型はカツラによるもので、驚くと頭頂部がずれる。

## 大逆転裁判 -成歩堂龍ノ介の冒險-
シリーズ1作目。2014年2月14日に公開された『Nintendo Direct』において『逆転裁判 新プロジェクト』として発表。同年4月23日にタイトルが発表された。
2017年9月1日にはiOSとAndroid向けに配信開始された。

### システム
裁判制度の最先端であった大英帝国（イギリス）の首都・倫敦（ロンドン）が主要舞台であり、アーサー・コナン・ドイルの小説『シャーロック・ホームズシリーズ』の登場人物が、本作品の世界では実在の人物として複数登場する。ロンドンの大法廷では陪審員制を用いた、有罪か無罪を判別する陪審員との駆け引きも行われる。またペナルティがゲージ制から『蘇る』同様回数制に戻っている。他にも複数の証人を尋問したり問い詰めるなど、一部『レイトン教授VS逆転裁判』のシステムを継承している。さらにこれまでの『逆転裁判』シリーズの人物は2Dと3Dで決まった動きをしていたが、本作品では全ての人物が自由に動くようになる。
本作で初めて「陪審バトル」が実装された。弁護士の龍ノ介が陪審員6人と対決するシステム。陪審員が被告人を有罪とした「主張」を発言し、それに対し龍ノ介がその「主張」を検討。つまり「主張」どうしのムジュンを見つけ出し評決の再検討をさせることが目的。4人以上の評決を無罪に変えることができると審理が再開。
陪審員
これまでは弁護士・検事・裁判官だけで審理を行っていたが、そこに無作為に選ばれた倫敦（ロンドン）市民6人が入り審理を見守る。陪審員は名前で呼ばれず、「陪審◯号」と数字で呼ばれる。陪審1号に選ばれた人が陪審長となり、陪審員を纏める立場になる。無作為に選ばれるため、龍ノ介の身に覚えのある人が陪審員に選ばれることがある。さらに陪審員は陪審員に選ばれたことを話してはならない規制がある。そして、6人の陪審員がそれぞれ自分の中で結論が出たときに炎弾を有罪なら黒、無罪なら白の天秤に打ち込む。また、その際に陪審員の椅子の背もたれの色も変わり、有罪なら黒、無罪なら白に変わる。6人の陪審員の評決が全員有罪もしくは無罪に集まると、たとえ証人尋問の途中であってもその時点で審理は中断され裁判官から判決が言い渡される。
ただしこれによって陪審員の評決が有罪に固まった場合、弁護側は判決を言い渡される前に「最終弁論」の権利を主張することができ、この最終弁論によって陪審員の評決を過半数覆すことができれば審理を続行することができる。その際は弁護士が証言台に立ち陪審員は被告人を有罪とした証言をすることになり、証言台に立って居た証人は証言台の後ろの左右の席に立ち待機することになる。なお「最終弁論」で陪審員が弁護士に被告人を有罪とした証言をする際は陪審1号-陪審6号の順番に話す規制がある。しかし、物語でこの最終弁論が有効だったケースは少なく、『大逆転裁判』開始時にはほぼ無意味も同然の権利となっていた。

### あらすじ
第1話：大いなる旅立ちの冒險
西洋レストラン「ラ・クワントス」で起きた英国人殺人事件。主人公である成歩堂龍之介は容疑者として裁かれることとなるも、「被害者のそばにいたのは成歩堂だけ」と複数の証人が証言していた。絶体絶命の状況の中、親友であり弁護士の亜双義の力を借りながら、成歩堂は少しずつ真実に近づいていく。
第2話：友とまだらの紐の冒險
亜双義に誘われ大英帝国に向かう蒸気船に密航した成歩堂だったが、そこで再び殺人事件の容疑者となってしまう。成歩堂は船上で出会った「名探偵」シャーロック・ホームズの力を借りながら、真実を明らかにしていく。
このエピソードからホームズとの「共同推理」システムが登場する。ホームズの迷推理はまさに天才的で、結論はピタリとあっているのだがそこに至るまでの推理で急に真実からそれていってしまう。そのそれた推理を正しい方向に戻すのが共同推理の目的である。
第3話：疾走する密室の冒險
大英帝国に到着した成歩堂に、早速弁護の依頼がくる。その裁判はこのまま行くと弁護士不在のまま開廷してしまうらしく、首席判事のヴォルテックスによると「簡単な裁判なのでまず負けない」という。弁護を引きうけるため、成歩堂はただちに中央刑事裁判所（オールドベイリー）に向かった。
第4話：吾輩と霧の夜の冒險
第3話の事件の翌日、成歩堂に新たな事件の依頼がヴォルテックスから下される。その被告人とは、倫敦に留学している夏目漱石だった。路上で女性が刺されたという事件だが、漱石本人は無実を訴えつつも現場には自分と被害者の二人しかいなかったと証言しており…。
第5話：語られない物語の冒險
ホームズと顔馴染みの質屋が何者かに殺害される事件が発生。容疑者として裁かれることとなったのは、第3話で証人として出廷したスリの少女・ジーナであった。さらに、寿沙都の父親が病気で倒れたとの知らせが届き、急遽寿沙都のみ日本へ帰国することになる。

### 登場人物

#### 『大いなる旅立ちの冒險』
御琴羽 悠仁（みことば ゆうじん）
勇盟大学医学部教授で寿沙都の父親。法医学の権威であり、亜双義の恩師でもある。先進的な思想の持ち主で、愛娘を大英帝国に送り出す。
ジョン・H・ワトソン
被害者。御琴羽悠仁に大英帝国から大日本帝国の勇盟大学に招かれた医学博士の英国人。洋食堂（レストラン）「ラ・クワントス」に訪れた際に命を落とす。
細長 悟（ほそなが さとる）
目撃者。洋食堂「ラ・クワントス」の給仕長。線の細い、幸の薄そうな微笑をした眼鏡の男性で、御婦人のファンが多い。殺人事件を目撃して、儚げに証言台に立つ。
渦久丸 泰三（うずくまる たいぞう）
目撃者。大日本帝国陸軍軍曹。洋食堂「ラ・クワントス」のカツレツをこよなく愛する。背中には息子の九郎丸（くろうまる）を背負っている。
園日暮 三文（そのひぐらし さんもん）
目撃者。帝都・二丁目カドの骨董品ぽんこつ堂の亭主。掘り出し物を懐に商談相手を探して「ラ・クワントス」に出没する老人。事件を目撃した証人として渦久丸と共に出廷する。
ジェゼール・ブレット
帝都勇盟大学の医学部に籍を置き、教授であるワトソンの研究室で学んでいる大英帝国からの留学生。目元を隠す取っ手の長い黒マスクに非常に目立つ白鳥の帽子を身に着けている女性で、ややミステリアスな雰囲気を醸し出している。
亜内 武土（あうち たけつち）
声 - 高橋伸也
大審院にその人ありと恐れられる、本格実力派を自慢する検事。亜内武文・文武の先祖。丁髷に袴とどこかに武士の名残をとどめる、冴えない風貌のどこか印象に残らない日本男児。被告人の成歩堂を有罪にしようとするが、ここから成歩堂家との因縁が始まることになる。
大日本帝国 裁判長（だいにほんていこく さいばんちょう）
大審院を総べる判事。成歩堂が被告人となった日本の審理を担当する。強大な圧力にも屈しない、公平な判断をする。

#### 『友とまだらの紐の冒險』
ニコミナ・ボルシビッチ
露西亜の名門、「ノバビッチ・バレエ団」の美しきプリマ・バレリーナの少女。一人称は「ニコ」。亜米利加に亡命するため、単身バレエ団から逃げて来て蒸気船「アラクレイ号」に乗船。ひどく怯えており、クロッポイという黒猫が彼女にとって一番の“トモダチ”であり、亡命のために乗り込んだ際も船に連れて行くほどに大切にしている。
ミトロフ・ストロガノフ
蒸気船「アラクレイ号」の上級乗組員で、屈強極まりない露西亜人。「壱等船室区画」の監視と警備を担当。海の男らしく荒い性格の持ち主で船内で起きた殺人事件で成歩堂を犯人として扱い、厳しい態度をとる。
細長 悟（ほそなが さとる）
洋食堂「ラ・クワントス」の元給仕長。蒸気船アラクレイ号の船員に扮して乗船し再登場する。

#### 『疾走する密室の冒險』
ハート・ヴォルテックス
倫敦の首席判事。弁護士の任命権を持つ、司法の中心を担う人物。厳正な科学の信奉者で、精密な機械式時計を愛する。また時間に細かく、一分一秒たりとも無駄にしないため、何に付けても時間を気にし、弁護士の素質など物事の全てを時間で計る。
コゼニー・メグンダル
被告人。街に公園や図書館などを寄贈する、倫敦の名士。不気味なほどに気前がよく、常ににこやかな表情をした英国紳士で本人曰く倫敦を2つ買えるほどの巨大な財産をもつらしいが、衣類や装飾品は、高級そうなものばかりで押し付けがましいぐらいに小銭を渡してくる。走行中の乗合馬車の中で殺人事件に巻き込まれ逮捕されてしまい、“死神”と恐れられているバロック・バンジークスによって弁護人がいなくなってしまったことで成歩堂に弁護を依頼する。
オスカー・フェアプレイ
目撃者。銀行員の男性。事件当夜、屋根席に座っていた際にメグンダルが被害者を刺した瞬間を天窓から目撃したらしく、レディファストと共に証言する。
アダム・レディファスト
証人。帽子屋の青年。事件当夜はフェアプレイと同じく屋根席に座っており、証人として事件当夜の証言をする。
三度焼きのモルター（さんどやきのモルター）
被害者。腕の良い煉瓦職人だったが貧しかったらしく、被告人のメグンダルから多額の借金をしていた。走行中の乗合馬車の密室でメグンダルに腹部を刺され死亡したとされている。
ベッポ
事件が起きた乗合馬車の御者の老人。事件当夜は乗客である2人の証人の騒ぎを聞きつけ、馬車を止めた。
ジーナ・レストレード
声 - 佐伯美由紀
倫敦のはずれにあるイーストエンドで親のいない子供たちと暮らすスリの少女。自称「スリのプロ」らしい。“仕事”の最中に乗合馬車で起きた殺人事件に遭遇し、被告人となったメグンダルに関する証言をする。
陪審1号
今回の事件の陪審長に選ばれた男性。陪審員長として常に陪審員全員の意見を同じにする事に苦心しているが、事件の概要を把握していない、その場の思いつきで判決を決めるなど、陪審員の役目をあまり果たせていない。しかし、最終弁論にて龍之介が主張をすると、根拠となる証拠品の有無を指摘するなど陪審員長としての役目を果たそうとする。
陪審2号
陪審員を務める女性。どこかの家に仕えるメイド。その日の売上について証言したベッポを信頼できると有罪判決を下す。思い込みで判決を決めやすい今シリーズの陪審員の中では比較的客観的に判断を行うが、「ゴミクズはさっさと処理ですわ」などやや危険な発言をする。
陪審3号
陪審員を務める男性。常にナイフを持っているが、それは職業が床屋のため。コゼニー・メグンダルを“金持ち”であるため有罪であると判決を下す。
陪審4号
陪審員を務める女性。常に“論理的で客観的で公平な判断”を行う事に重きを置いており、その判断の材料にするため法廷で交わされた発言を一言一句記録している。
陪審5号
陪審員を務める男性。馬車ギルドの部下であるベッポを御者として正直で誠実な人物として信頼し、メグンダルを有罪と判断するが、ベッポの馬車の運賃の不正を知ると激昂する。
陪審6号
陪審員を務める年老いた女性。常に毛糸で編み物をしているが、その時によって孫やおじいさんのために編んでいると発言するため、誰のために何を作っているのかは不明。メグンダルを善人と思っており、6人の陪審員の中で唯一無罪としていたが、バンジークス検事がメグンダルが“悪質な金貸し“であると告げると態度を厳しくし、編み棒を陪審席に刺すなど過激な行動が目立つようになる。

#### 『吾輩と霧の夜の冒險』
夏目 漱石（なつめ そうせき）
被告人。大日本帝国政府の命で倫敦へ派遣された留学生。やや神経質かつ挙動不審で、未だに異国の空気に馴染めていない模様。ガリデブのアパートに三毛猫のワガハイと共に住んでいる。事件当時は、古書店で本を購入した帰り道だった。
ビリジアン・グリーン
被害者。髪は金髪で緑服を着た肥満体で美人の女性。夏目漱石から背後からナイフで刺されたとされる。これまでの事件と異なり身元不明。肥満体だったために命は助かったが、深くナイフで刺されたためか昏睡状態が続き、現在も意識不明。
パトリック・オマーリ
証人。職務熱心な倫敦の警察官。いつも眠たそうな顔をしているが、新婚の妻であるローラのことを何よりも大事にし、2人で1つのマフラーを首に巻いている。髪型は金髪の短髪。ローラと共に貧乏生活を送り、継接ぎだらけの警官の制服を着用している。事件当時は妻ローラとの結婚記念日を祝うために食事に向かう途中にローラと共に事件に遭遇してしまうが、奇跡的に事件現場が自分の管轄外だったために無事にローラと共に結構記念日を祝うことは出来たらしい。
ローラ・オマーリ
目撃者。パトリックの妻。2人で1つのマフラーを首に巻いており、夫婦仲はとてもいい様子。眠たげなパトリックを起こす際に首に巻いているマフラーを引っ張り、首を絞めてパトリックを起こすなど乱暴だが、パトリックはそのことに全く気にしていない。髪型は金髪の長髪で目元に少し雀卵斑がある。パトリックと共に貧乏生活を送り、継接ぎだらけのリボンを頭に飾り、継接ぎだらけの衣服を着用している。事件当時は結婚記念日でパトリックと食事に行く途中に事件に遭遇し、逃走する夏目漱石を目撃した。
ジョン・ガリデブ
夏目漱石が借りている下宿の大家。真横から見た際の三日月の顔が特徴。退役した軍人で、小隊長を務めていたが、膝に銃弾を受けてしまったことで引退した。世間体をひどく気にしている様子で、事件当時は夫婦喧嘩の真っ只中であったらしい。実は恐妻家の模様。
ジョーン・ガリデブ
ジョン・ガリデブの妻。正面から見た際の太陽の顔が特徴。夫の世間体のためにメイドのふりをしている。だが、夫婦喧嘩の際は暴れると手がつけられなくなり、夫の顔に強烈な平手打ちを見舞う。
謎の男A（なぞのおとこエー）
夏目漱石と同じくジョンのアパートを借りて住んでいる謎の男。金髪巻き髪で、当時の時代感からも一際浮いた舞台衣装のような派手な格好をしている。また理解不明だが時々意味深な言葉を発する時があり、謎の男Bや自分を助けてくれた成歩堂と寿沙都に対しても同じ言葉を発していた。
謎の男B（なぞのおとこビー）
謎の男Aに絡んでいた謎の男。上記の彼と同じく派手で蜂のような衣装が特徴的な男。
陪審1号（オスカー・フェアプレイ）
陪審長に選ばれた男性。第3話に登場した証人、フェアプレイと同一人物。龍之介に危うく逮捕されるところだったと厳しく接する。　
陪審2号
陪審員を務める女性。“合理的で論理的で都会的な淑女”を自称しているが、被告人の夏目漱石を日本人だからと犯人に決めつける。
陪審3号
陪審員を務める青年。“平和な好青年”を自負しており、事件を冷静に判断しようとする。
陪審4号（ジョーン・ガリデブ）
ジョン・ガリデブの妻。法廷ではメイドとして振る舞う。
陪審5号
陪審員を務める筋肉質な男性。日雇いの労働者であり、仕事を得てお金を稼ぐため裁判を早々に終わらせようとする。
陪審6号
陪審員を務める年老いた男性。妻に先立たれており孫達と暮らしている。耳が遠く、陪審論告の際も日課の読書のことや火事の記憶など事件の本筋と離れた話しかしないが、それが裁判を大きく動かすこととなる。

#### 『語られない物語の冒險』
ジーナ・レストレード
声 - 佐伯美由紀
質屋の店主を撃った容疑者として逮捕され被告人となってしまう。大人を信じていない様子で成歩堂にも厳しい態度を取る。
タリー・ティンピラー
目撃者。職業“小悪党”を名乗るあやしい兄弟の兄。弟と比べると背は小さい。林檎が好物。事件当夜、ハッチの質屋に偶然忍び込んだが、事件とは無関係だと主張している。真夜中、ハッチの質屋に強盗を働いた罪で捕まるが、なぜかグレグソン刑事を生き別れた兄弟ウゼーだと思っている。
ネミー・ティンピラー
目撃者。職業“小悪党”を名乗るどこか抜けた兄弟の弟。兄と比べると背が高い。梨が好物。事件当夜、ハッチの質屋に偶然忍び込んだ際、被告人のジーナが被害者を発砲したのを見たとも証言する。兄と同じく真夜中にハッチの質屋で強盗を働き捕まるが、兄と同様にグレグソン刑事を兄弟のウゼーと思っている。
エッグ・ベネディクト
中性的な美青年の英国紳士だが、やたらポーズを決めたがる癖があったりと格好付けるのが特徴。当初ジーナがハッチの店から引き出そうとしたコートの持ち主だと名乗り出るが、成歩堂とホームズの登場で引き下がることになった。
ハッチ
被害者。ベーカー街で質屋を営む店主。客が預けた質草を大事に保管している。ホームズも彼の店をよく利用しており、発明品なども預けている模様。何か質草にトラブルがあった時の自決用に拳銃を所持しており、事件当夜は自身の銃が凶器として使われることになった。

### 評価（大逆転裁判）
ファミ通クロスレビューでは9、9、9、8の35点でプラチナ殿堂入り。レビュアーはシリーズならではの個性的なキャラクターたちのコミカルな会話や過去作以上のキャラのアニメーションやオーバーリアクション、二転三転するストーリー、新要素の共同推理や陪審員システム、親切なヒントシステムにおかげでテンポがいいことを賞賛した。

### 他機種版
2017年9月1日にはiOSとAndroid向けに配信開始された。3DSと比べると立体視が無いが、画面が大きく解像度も高くアニメや人物のリアクションがより鮮明になった。

## 大逆転裁判2 -成歩堂龍ノ介の覺悟-
2017年8月3日に発売されたシリーズ2作目。前作に続き19世紀末の日本とロンドンが舞台。同日に前作とのセット商品である『大逆転裁判1＆2 限定版-成歩堂龍ノ介の冒險と覺悟-』が発売された。

### システム
これまでの作品と同様に「探偵パート」で事件現場で証言や証拠を集め、「法廷パート」で集めた証言や証拠を用いて検事と戦う。また前作同様にホームズと協力する「共同推理」や陪審員制度がある。

### あらすじ
第1話：弁護少女の覚醒と冒險
浜辺に建つ小屋の中で英国淑女が殺害された。小屋の中には被害者と被告人の2人のみで、それを複数の証人が目撃していた。絶体絶命の被告人を救うため、成歩堂龍ノ介のいとこ・成歩堂龍太郎が大審院の法廷に立つ。
第2話：吾輩と霧の夜の回想
漱石は英国留学を終えて帰国する前に、同じ下宿に住むウイリアム・ペテンシーの殺害未遂の容疑で逮捕される。龍ノ介は再び無罪を勝ち取るべく漱石の弁護をする。
このエピソードは、龍ノ介が過去の裁判の記録を振り返るという回想形式で描かれている（事件の時系列は『大逆転裁判』第4話の直後）。
第3話：未来科学と亡霊の帰還
ついに開幕した倫敦万国博覧会。龍ノ介とホームズ、アイリスは新聞記事に書かれた万博について話している。次に龍ノ介が新聞裏面を見るとそこにはバンジークスが襲撃された記事が書かれていた。一方万国で行われた科学実験のさなか、紳士が命を落とすが、容疑者として逮捕された科学者は不幸な事故だったと殺人を否定する。博士の名誉と装置の機密を守るため、龍ノ介は法廷に立つ。この事件の数日前に見せ物小屋「マダム・ローザイクの館」で蝋人形が消失する事件が発生しており、龍ノ介とホームズは共同推理を開始する。
第4話：ねじれた男と最後の挨拶
ロンドン郊外の空き部屋で死体が発見され、殺人の容疑者としてバンジークスが逮捕された。無罪となった被告人が非業の死を遂げる検事の裁判とあって、裁判は完全非公開・陪審員不在の極秘裁判で行われることになる。
第5話：成歩堂龍ノ介の覺悟
まだまだ続く完全非公開陪審員不在の極秘裁判。すべての謎が、いま解き明かされる。

### 登場人物

#### 『弁護少女の覚醒と冒險』
御琴羽 悠仁（みことば ゆうじん）
性別・男
帝都勇盟大学医学部教授。法医学の権威で大学内に研究室を持つ寿沙都の父。実は大日本帝国 裁判長・慈獄政士郎とは友人。
村雨 葉織（むらさめ はおり）
性別・女
被告人。寿沙都の1番の親友。寿沙都を「寿沙都ちゃん」と呼ぶ。婦女子でありながら、帝都勇盟大学の研究室で御琴羽悠仁の助手を務め、ジョン・H・ワトソン博士を恩師に持つ。少々そそっかしい性格。凛々しい龍太郎に見つめられ、やや顔を赤くした照れた姿を見せる。事件発生時、現場となった掘っ建て小屋の中に被害者と2人きりであり、被害者が握っていた万年筆に刻まれた「H.M.」の頭文字（イニシアル）と一致すること、さらに猛烈な「ある動機」もあったことで逮捕された。龍太郎と悠仁によると被害者が英国人だったことから弁護を引き受ける者が誰1人といなかったらしいが、彼女はそのことを知らない。
ジェゼール・ブレット
性別・女
被害者。『大逆転裁判』第1話で登場した証人で、大英帝国から大日本帝国に留学して来た留学生。死因は背中を小刀による一刺し。小刀は肺も貫いており、それが致命傷となった。
亜内 武土（あうち たけつち）
声 - 高橋伸也
性別・男
『大逆転裁判』第1話でも登場した検事。明治の世に未だ馴染めない模様。ある理由で落武者のような髪型だが、前髪部分に僅かな髪が生えている。自分に屈辱を与えた成歩堂龍ノ介に変わり、いとこの成歩堂龍太郎に裁判で勝利して雪辱を果たそうとする。
細長 悟（ほそなが さとる）
性別・男
目撃者。帝都警察刑事部長。葉織、ジェゼール、漱石共々、海水浴に来た際に殺人事件に遭遇した。潜入捜査を担当しているために登場するたびに服装が変わるのが特徴で、本作品は頭に亀の玩具を乗せて登場。相変わらず体が弱い模様で咳するたびに口から少々血を出す。
夏目 漱石（なつめ そうせき）
性別・男
目撃者。葉織、ジェゼール、細長共々、海水浴に来た際に殺人事件に遭遇した。大英帝国で留学中に殺人事件の被告人になったが成歩堂に無罪を証明され、帰国後は文士として大活躍中。
豆籾 平太（まめもみ へいた）
性別・男
目撃者。大黒新報の新聞記者。夏目漱石の密着取材中で、漱石が四字熟語を言って奇抜なポーズを取るたびに写真を撮りに登場する。海水浴には不参加だったが、漱石の密着取材中に殺人事件を目撃したらしい。
大日本帝国 裁判長（だいにほんていこく さいばんちょう）
性別・男
『大逆転裁判』第1話で登場した大審院の判事。村雨葉織の裁判を担当する。実は寿沙都の父・御琴羽悠仁の友人で『大逆転裁判』では本名不明だったが、本作品で本名が慈獄 政士郎（じごく せいしろう）と判明する。

#### 『吾輩と霧の夜の回想』
ビリジアン・グリーン
性別・女
『大逆転裁判』第4話で被害者で登場した人物。金髪の肥満体で背が低い、緑服を着用した女性。『大逆転裁判』第4話で何者かに背中を刺され数日間意識不明だったが、肥満体ゆえに命に別状は無く『大逆転裁判2』第2話で意識を取り戻した。『大逆転裁判』では最後まで身元不明だったが、本作品で画家を目指すソーンダイク美術学校の生徒だと判明。猛烈に“後ろ向き”あるいは“下向きな”性格。住居はブリクストン通り（ストリート）のアパルトマン。
夏目 漱石（なつめ そうせき）
性別・男
被告人。英国語研究のために倫敦（ロンドン）を訪問した留学生。龍ノ介を「ナルホドー留学生代理」と呼び、『大逆転裁判』第4話の事件の被告人になった際に、自分の無罪を証明した龍ノ介に感謝して寿沙都共々親友となった。ホームズを「アノシャーロック・ホームズ」と誤解して呼び『大逆転裁判』第4話でホームズの推理が原因で被告人となったことからホームズを嫌っている。『大逆転裁判』第4話の事件で無罪を勝ち取ったにもかかわらず、その翌日の『大逆転裁判2』第2話の事件で再び殺人未遂事件の容疑者となってしまい、龍ノ介に泣きながら再び弁護を頼んだ。被告人となったのは現場の部屋に漱石が客として訪問したことと漱石が購入した3冊の本があったことが龍ノ介とホームズの共同推理で暴かれたことが原因。これでホームズをさらに嫌ってしまったが、龍ノ介はホームズの推理を正しく戻しただけだったために龍ノ介を嫌うことはなかった。
ウイリアム・ペテンシー
性別・男
被害者。ジョン・ガリデブの下宿の1階の住人。金髪巻き髪で、右手に赤宝石が埋め込まれた金の杖に様々な宝石を備え付けた派手な衣装が特徴。『大逆転裁判』では最後まで正体不明だったが、第4話で謎の男Bことデカーゴ・ミターマンと口論をしていた謎の男Aとして登場している。グレグソン曰く「“役者くずれ”というか、“くずれ役者”」で、酷く貧しい生活を送りながらも部屋には舞台衣装が沢山ある。遺体の発見者は下宿の大家・ジョン・ガリデブと下宿人の夏目漱石によってテーブルに突っ伏し泡を吹いている姿を発見された。実は死亡しておらず現場の調査中に突然息を吹き返し、毒を盛った犯人として漱石を告発した。
ジョン・ガリデブ
性別・男
漱石とウイリアムの下宿の大家。退役した軍人で、膝の負傷のために椅子の生活が長い。昨日の『大逆転裁判』第4話の裁判の後にすぐ帰宅したが、その翌朝にまた自分の下宿で事件が発生したことに驚いていた。ある理由で自分が着用している着物の後ろが焦げており、部屋の窓際の場所を衝立で隠している。
デカーゴ・ミターマン
性別・男
龍ノ介たちが調査中に目撃した不審な男。蜜蜂のような黄色い服装に、蜜蜂の尻を思わせるような黄土色と焦茶の縞々鞄を肩から尻の位置に掛けていることと、でかい顎に傷があるのが特徴。現場のウイリアムの部屋を窓を埋める煉瓦に空いた穴から覗き見していたが、龍ノ介が声を掛けると逃げていった。実は『大逆転裁判』第4話で謎の男A・ウイリアム・ペテンシーと口論していた謎の男B。『大逆転裁判』では最後まで正体不明だったが、本作品でアルタモント瓦斯（ガス）会社で働く若者だと判明。後に今回の事件の証人で裁判に来て証言する。陪審席にアルタモント瓦斯会社社長夫人を見つけ、彼女と証言することになった際は露骨に媚びを売っていた。
ダンカン・ロス
性別・男
ビリジアンの恋人。金髪と笑顔が特徴。ビリジアンと対照的に痩せ形の青年。ジョンの下宿の元・2階の住人で、1カ月前にジョンの下宿で瓦斯中毒で命を落とした。
セルデン
性別・男
死刑囚。名前だけ登場。18件の強盗・6件の殺人容疑で逮捕されマンチェスター刑務所に収監されたが、死刑執行前に病死。同房の囚人の叫び声で看守が駆け付けた際はすでに息を引き取った後だった。
陪審4号
陪審員を務める女性。アルタモント瓦斯会社社長夫人であり、部下のデカーゴ・ミターマンと共にウィリアム・ペテンシーの瓦斯の不正利用について証言する。

#### 『未来科学と亡霊の帰還』
ハート・ヴォルテックス
性別・男
倫敦首席判事。『大逆転裁判』から引き続き登場。倫敦万博博覧会の仕事で忙しい中、ある理由で謹慎を受けた龍ノ介の報告書（レポート）には全て目を通しており、半年の間龍ノ介が深く反省ししっかり研究に励んでいたことで、その場で龍ノ介の弁護の禁を解き、ベンジャミン・ドビンボー博士が起こしたとされる事件の裁判の弁護を託す。
エライダ・メニンゲン
性別・男
被害者。ドビンボー博士の研究の投資者でもあったが、自身が実験台となった公開実験の事故で死亡した。投資家として知られるがその正体は犯罪組織のボスで、かつてバンジークスに起訴されたが陪審員を買収して無罪になった過去を持つ。
ベンジャミン・ドビンボー
声 - 山口勝平
性別・男
被告人。バンジークスの倫敦大学時代の友人で同級生。水色レンズの眼鏡を掛け小さなアホ毛に天然の金髪アフロで常に白衣を着用した科学者。眼鏡がずり落ちる度に何度も右手の人差し指で掛け直している。事件に関しては自分が制作した超電気式瞬間移動装置でメニンゲンを死なせたことは認めているが、殺人ではなく事故だと主張。独逸（ドイツ）から来た科学者となっているが、本人は歴とした英国人で、大学卒業後に研究のために独逸に渡った。法律学を学ぶバンジークスとは志す道が違ったが不思議に気が合ったらしく、当時のバンジークスに関しては「おっとりした、気のいいヤツ」と語っている。
『大逆転裁判2』第3話OPだけベンジャミンの声がフルボイスになっている。
仮面の従者（かめんのじゅうしゃ）
性別・男
バンジークスの従者兼護衛の謎の男。顔の上半分を仮面で隠し、体全体を剣の留め具で留めた黒い布で纏い左腰に剣を下げている。非常に無口な人物で外部の人と一切喋らない。「検事」の仕事を学ぶため、バンジークスの後に着いて法廷に立つ。
コネット・ローザイク
性別・女
愛称「マダム・ローザイク」。世界中の有名人の本物そっくりな蝋人形が展示されている「マダム・ローザイクの館」の女主人。ローザイク一族の“三代目”で、代々伝わる精巧な蝋人形作りの技術を持つ。魔女のような緑の服装を着用している。髪型は茶髪の三つ編み。倫敦万博でメニンゲンが死亡した事件の裏で、もう1つの事件に巻き込まれる。
ルンバ・マルマッチ
性別・男
目撃者。倫敦万博公開実験会場に浮かんでいた全ての遊覧気球の興業主。肥満体で青い服装をしており、火が付いた気球型の帽子を被り気球同様火が付くと膨らむ仕組みになっている。常に右手には4個の風船を所持し、ボヘミアの少年が金を出す度に風船を渡す。事件当時は公開実験の舞台（ステージ）の周りに3つの遊覧気球が飛び、その遊覧気球の1つに乗り上空から事件を目撃。遊覧気球は地上60フィートの超・低空飛行だった。つまり大体地上18メートル。気球を自分の子供のように大切にしている。
ボヘミアの少年（ボヘミアのしょうねん）
性別・男
目撃者。正体はボヘミアの王族の血を引いた高貴な少年らしく、身分を隠しお忍びで倫敦万博を見物に来た。本名はヴィルヘルム・ゴッツライヒ・ジギスモント・オルムシュタインだが、あまりに名前が長いために法廷記録には「ボヘミアの少年」と表記され、成歩堂に名前を呼ばれる際は「ゴッツ君」という愛称で呼ばれる。証言台では右隣にいるマルマッチに良く金を出し風船を買うが、時折興奮して風船から手を放し中央刑事裁判所の屋根に飛ばしてしまい、その度にマルマッチに金を出し風船を買っている。事件当時は公開実験の舞台（ステージ）の周りに3つの遊覧気球が飛び、その遊覧気球の1つに乗り上空から事件を目撃。
イーノック・ドレッバー
性別・男
公開実験の装置を作った機械技師。元科学者であり、手品師で詐欺師という謎多き人物。痩せた長身の体と真っ白な髪を持ち、顔には黒い片眼鏡と拡大鏡をつけている。また左手が義手である。証言中常に機械の駆動音のような音と機械的な動きをし続けている。
ドクター・シス
性別・女
倫敦警視庁の監察医局長。本名はコートニー・シス。「科学式捜査班」を指揮する。
ドクター・グーロイネ
性別・女
ドクター・シスの娘。本名はマリア・グーロイネ。優秀な監察医であるが、興味を抱いたものは何でも解剖したくなる悪癖を持つ。
陪審1号
今回の事件の陪審長を務める男性。法廷に新聞を持ち込み裁判に参加し、発言の根拠や反論に新聞の内容を引用する。
陪審2号
陪審員を務める女性。証拠や事件関係者たちの“アヤシイ関係”に注目しており、実際にドビンボー博士とバンジークス検事達が親友であったことに感づいている。
陪審3号
陪審員を務める男性。手品師であるため、実験装置に舞台魔術が使用された可能性を提示した龍之介にどのような舞台魔術があり得るかや、イーノック・ドレッバーの事についてなど事件に関連する重要なことについて話す。
陪審4号
陪審員を務める男性。政府に功績を認められている著名な科学者。被告人であるドビンボー博士を“インチキ科学者”と呼び、厳しく接しようとする。
陪審員5号
陪審員を務める女性。話す時以外は常にとうもろこしを食べている。隣席する陪審4号に“エライ先生だから”と根拠をなしに賛同したり話す以外は、居眠りしている陪審6号の代わりに龍之介の話を聞こうとするなど気弱な印象が見られるが、龍之介の提言した可能性に根拠である証拠品が提示されていないことを注意する。
陪審6号
陪審員を務める年老いた男性。裁判の前にマダム・ローザイクの館にて発生した“蝋人形の誘拐事件”の捜査や現場保存を行なっていた警官であり、ロンドン警察が作られたばかりの頃から勤めていた警察関係者であるためドクター・シスの過去について話す。

#### 『成歩堂龍ノ介の覺悟』
アンナ・ミテルモン
性別・女
エブリデイの妻。ホームズに失踪した夫の捜索を依頼する。
エブリデイ・ミテルモン
性別・男
アンナの夫。バークリー刑務所の看守長を務めていたが、何らかの理由で失踪している。
ハリー・バリケード
性別・男
バークリー刑務所の所長。
ゴシップ
性別・男
フレスノ街の物売り。タラコ唇が特徴な長身の男性で、通行人に楽しい話題を売っている。
ビーナス
性別・女
フレスノ街の物売り。赤ずきんのような姿をした金髪の女性で、子供たちにささやかな花火を売っている。
サンドイッチ
性別・男
フレスノ街の物売り。看板を掛けた老人で、通行人に宣伝している。
モーリス・デ・キルコ
性別・男
詐欺師。仏蘭西の大貴族の末裔。ド・ジッコと共に《赤毛連盟》を結成して悪事を働いていたが、ホームズに暴かれる。
マルコ・ド・ジッコ
性別・男
デ・キルコの共犯者。伊太利亜の大地主の三男。
クリムト・バンジークス
故人 性別・男
検事。「プロフェッサー事件」の被害者でバージンクスの兄。生前は首席検事であり、倫敦の《正義の象徴》とされるほどの高潔で正義感の強い人物であった。
亜双義玄真（あそうぎ げんしん）
故人 性別・男
刑事。亜双義の父。かつて大日本帝国の最初の司法留学生として倫敦へ留学していた。

### 開発
本作ではディレクターは巧舟、プロデューサーは江城元秀が務めた。グラフィックスに関して、本作ではセル画のアニメーションは採用せず、極力ゲーム内のモデルからモーションキャプチャーを使用した。音楽は新曲のほか、前作から引き継いだものもあれば、前作の曲を調整したものもある。
キャラクターに関してはファンがそれぞれいるため、各キャラクターに見せ場をつくるように心掛けた。

### プロモーション
2016年9月17日開催の東京ゲームショウ2016で制作が発表された。2017年1月22日にはプロモーション映像が公開された。4月13日には発売日が8月3日に決定したと発表された。4月18日にはWEB体験版の配信を開始した。6月2日にはプレス向けの体験会、6月3日には逆転通信会員限定の「プレミアム体験会」が実施された。6月には前作を振り返る「よくわかる『大逆転裁判』ダイジェスト劇場」が公式サイトで1週間おきに第4話まで公開された。7月7日には公式サイトで「完成記念映像」を公開した。7月20日には完成記念パーティーを開催、巧と江城が登壇した。8月3日の発売日には公式サイトで「『大逆転裁判2』発売記念 ゴー☆ジャス&片岡沙耶のリアル謎解きチャレンジ！」など各種コラボレーションが公開された。8月28日には音楽主任の北川保昌や効果音主任の山東善樹、サウンドマネージャーの米澤保幸が登場して、本作BGMの制作について語った動画が公開された。

### 反響
発売日当日には巧と江城によるサインおよび握手会がビックカメラ新宿西口店で催された。会場でのインタビューにおいて江城は、前作が好評で続編を望む声が多かったことから開発が開始された点や、1作目の説明書にサインを求めるものもおり、シリーズの歴史を感じた点、中国からのファンで、繁体字版を出してほしいという要望があった点を語っている。

### 関連商品
- 集團朗讀劇＜夏目漱石 倫敦塔＞ - イーカプコン限定版に同梱される「朗読CD」[31]。
- 大逆転裁判1&2 劇中楽曲集 - 『大逆転裁判1&2限定版 -成歩堂龍ノ介の冒險と覺悟-』に付属するミニサウンドトラックCD[12]。

## 大逆転裁判1&2 -成歩堂龍ノ介の冒險と覺悟-
シリーズ2作品を1本にまとめた移植作品。移植に当たって高画質化がなされた。また劇中の会話などが自動で進められるオートモードや謎解きを自動で行うストーリーモードが追加されたほか、英語版ではホームズの名前がHerlock Sholmesに変更されている。
特典として、かつてイベントで公開された映像作品や3DS版の有料DLCだったランドストマガジン第1号～第8号（大逆転裁判）、特製コスチューム 3種パック（大逆転裁判2）が収録されている一方で期間限定無料DLCのランドストマガジン0号及び「遊べる! 大逆転物語」は収録されていない。

## Webラジオ
大逆転裁判 -大逆転ラヂオ-
2015年5月19日から7月14日まで、YouTube CapcomChannelと音泉にて配信された。隔週火曜日更新、全5回。パーソナリティは久野美咲（アイリス・ワトソン 役）、小嶋慎太郎（プロデューサー）。
ゲスト
- 第1回（2015年5月19日） - 下野紘（成歩堂龍ノ介 役）
- 第2回（2015年6月2日） - 川田紳司（シャーロック・ホームズ 役）
- 第3回（2015年6月16日） - 花澤香菜（御琴羽寿沙都 役）
- 第5回（2015年7月14日） - 巧舟（ディレクター）

## コラボレーション
2015年6月より大逆転裁判第1作目とSCRAP主催の体感型謎解きイベントであるリアル脱出ゲームとのコラボレーション第1弾『倫敦大法廷殺人事件』が東京原宿にある常設スタジオ「原宿ヒミツキチオブスクラップ」にて約2ヶ月弱、名古屋矢場町にある常設スタジオ「名古屋ヒミツキチオブスクラップ」と大阪心斎橋にある常設スタジオ「大阪ヒミツキチオブスクラップ」にて約1カ月弱のロングランで開催された。3大都市での開催期間中に全国29都市を巡回した。同年9月には第2弾『容疑者夏目漱石失踪事件〜吾輩は無罪である〜』が博物館明治村で約2ヶ月弱のロングランで開催された。参加者は『倫敦大法廷殺人事件』では被告人である成歩堂龍ノ介の弁護士として不可解な殺人事件の裁判の弁護を引き受けながら様々な謎を駆使しつつ、1時間以内に無罪判決を勝ち取ることがクリア条件。『容疑者夏目漱石失踪事件』では被告人である夏目漱石の弁護士として殺人および失踪事件の弁護を引き受けながら様々な謎を駆使しつつ、各々のペースで無罪判決を勝ち取ることがクリア条件。『倫敦大法廷殺人事件』では前売り券購入者で、当日会場でオリジナル『異議あり』団扇を全員にプレゼントした。
2017年9月より大逆転裁判第2作目とSCRAP主催の体感型謎解きイベントリアル脱出ゲームとのコラボレーション『リアル脱出ゲーム×大逆転裁判2〜「容疑者」夏目漱石最後の事件〜』が博物館明治村にて約3ヶ月のロングランで開催されることが決定した。参加者はある事件の容疑を懸けられた夏目漱石の取り調べを担当する刑事となって様々な謎を駆使して、各々のペースで無実を獲得（脱出）することがクリア条件。